# Илиџов мравник
Илиџов мравник (лат. Acrodipsas illidgei, енгл. Illidge's ant blue) је врста инсекта из реда лептира (Lepidoptera) и породице плаваца (Lycaenidae).

## Распрострањење
Ареал врсте је ограничен на једну државу. Аустралија је једино познато природно станиште врсте.

## Угроженост
Ова врста се сматра угроженом.